# اریکا هاینتز
اریکا هینتز (زاده ۲۵ مارس ۱۹۷۵) یک مدل، بازیگر، خواننده و شخصیت تلویزیونی استرالیایی است. او در ژوئن ۲۰۱۵ به عنوان معلم زیست‌شناسی شرور شارلوت کینگ به سریال تلویزیونی استرالیایی طولانی خانه و دور پیوست.
پدربزرگ هاینتز در سن چهارده و نیم سالگی از دانمارک به استرالیا مهاجرت کرد. در ۸ مارس ۲۰۰۷، او با شریک طولانی مدت اندرو کینگستون ازدواج کرد. او یک فرزند دارد.

## فیلم‌شناسی

### فیلم
| سال  | عنوان       | نقش       | یادداشت |
| ---- | ----------- | --------- | ------- |
| ۲۰۰۳ | جورج جنگل ۲ | کوالسکی   | ویدئو   |
| ۲۰۰۶ | مرداب وودو  | پنی       |         |
| ۲۰۰۷ | جبرئیل      | لیلیت     |         |
| ۲۰۲۰ | بچه‌های ذرت  | جون ویلیس |         |

### تلویزیون
| سال       | عنوان                         | نقش                          | یادداشت                           |
| --------- | ----------------------------- | ---------------------------- | --------------------------------- |
| ۲۰۰۱      | امتیاز                        | مهمان                        | "آغازی نو"                        |
| ۲۰۰۱      | قصر سقوط                      | کاترینا                      | "۱٫۱۷"                            |
| ۲۰۰۲      | کوه قهرمانان                  | نیکولا                       | فیلم تلویزیونی                    |
| ۲۰۰۲–۰۳   | Farscape                      | کارولین والاس                | "واقعیت تحقق نیافته"، "ترا فیرما" |
| ۲۰۰۳      | پری دریایی                    | دیانا                        | فیلم تلویزیونی                    |
| ۲۰۰۵–۲۰۰۶ | مدل برتر بعدی استرالیا        | خودش (میزبان)                |                                   |
| ۲۰۰۷      | مدل برتر بعدی آمریکا (چرخه ۸) | خودش (قاضی مهمان)            |                                   |
| ۲۰۱۱      | لس آنجلس سیاه                 | السا لیختمن (صدا و ضبط حرکت) | بازی ویدیویی                      |
| ۲۰۱۵–۱۶   | خانه و دور                    | شارلوت کینگ                  | نقش تکرار شونده                   |
| ۲۰۱۷–۱۹   | قانون خانواده                 | دایان                        | نقش تکرار شونده                   |